# Drillia oleacina
Drillia oleacina é uma espécie de gastrópode do gênero Drillia, pertencente a família Drilliidae.